# Melrakkaey
Melrakkaey ist eine kleine unbewohnte Insel nördlich von Snæfellsnes in Island.
Sie liegt etwa 5 km nördlich von Grundarfjörður im Eingang zum gleichnamigen Fjord. Wegen des reichhaltigen Vogellebens steht diese Insel seit 1972 unter Naturschutz und darf ohne Genehmigung nicht betreten werden. Zum Schutz gehört auch, dass im Umkreis von 2 km nicht geschossen werden darf. Der Name bedeutet Polarfuchsinsel. 